# The Declaration
The Declaration è il quinto album della cantante R&B statunitense Ashanti, pubblicato nel 2008 dalla The Inc./Universal.

## Tracce
1. Intro – 1:05 (Seven Aurelius)
2. The Way That I Love You – 4:28 (Ashanti Douglas, L.T. Hutton)
3. You're Gonna Miss – 3:15 (Ashanti Douglas, L.T. Hutton)
4. So Over You – 3:59 (Ashanti Douglas, Rodney Jerkins)
5. Struggle – 4:35 (Ashanti Douglas, L.T. Hutton)
6. Girlfriend – 3:30 (Ashanti Douglas, L.T. Hutton)
7. Things You Make Me Do (feat. Robin Thicke) – 4:29 (Ashanti Douglas, Robin Thicke, Seven Aurelius, Frenchie Vein, Chad Beatz, Keith Biz)
8. In These Streets – 4:24 (Ashanti Douglas, Theron Feemster)
9. Good Good – 3:36 (Ashanti Douglas, Jermaine Dupri, Manuel Seal)
10. Body on Me (feat. Nelly & Akon) – 3:21 (Ashanti Douglas, Cornell Haynes, Aliaume Thiam)
11. Mother – 5:11 (Ashanti Douglas, Kenneth Edmonds)
12. Shine – 3:40 (Ashanti Douglas, Diane Warren)
13. The Declaration/Outro – 3:55 (Ashanti Douglas, Seven Aurelius, Yinon Yahel)

## Classifiche

### Classifiche settimanali
| Classifiche (2008) | Posizione massima |
| ------------------ | ----------------- |
| Stati Uniti        | 6                 |

### Classifiche di fine anno
| Classifica (2008) | Posizione |
| ----------------- | --------- |
| Stati Uniti       | 169       |